# アンセル・キース
アンセル・ベンジャミン・キース（Ancel Benjamin Keys, 1904年1月26日 - 2004年11月20日）は、アメリカ合衆国の生理学者、ミネソタ大学生理学教授。ヒトの普段の食事が健康にどのような影響を及ぼすのかを研究していた。食べ物に含まれる飽和脂肪酸（動物性脂肪）が心血管疾患の原因となるので避けるべきである、との仮説を立てた。現代の公衆衛生機関、システマティック・レビュー、各国の国立衛生機関の食生活における推奨事項は、この説を裏付けるものである。また、キースは1944年から1945年にかけて実施した『ミネソタ飢餓実験』で人間の飢餓状態についても研究し、1950年には『ヒトの飢餓の生物学』(『The Biology of Human Starvation』)を出版した。キースは心血管疾患における疫学についても観察試験で吟味した。第二次世界大戦のころには兵士たちに向けて作った食事『K-ration』（「ration」は「配給食」の意味）を考案し、妻・マーガレットとともに地中海食を普及させた。
科学、食事、心身の健康は、仕事や私生活を問わず、生涯に亘って彼の研究題材となった。

## 生い立ちと教育
1904年、コロラド州コロラド・スプリングスにて、父ベンジャミン・パイアス・キース(Benjamin Pious Keys, 1883 - 1961)と、母キャロリン・エマ・チェイニー(Carolyn Emma Chaney, 1885 - 1960)の息子として生まれた。キャロリンの兄は俳優、ロン・チェイニー(Lon Chaney, 1883 - 1930)である。1906年、一家はカリフォルニア州サンフランスィスコに移住するが、この年の4月18日の早朝に同地で大地震が発生した。大災害からまもなく、一家はバークリーに移住し、アンセルはここで育った。スタンフォード＝ビネ知能検査(The Stanford-Binet IQ Test)を創案した心理学者のルイス・ターマン(Lewis Terman)は、アンセルを「知的な面で才能がある」と評した。アンセルは高校を辞め、臨時の仕事としてアリゾナ州でグアノ(コウモリの糞化石、肥料に用いる）をシャベルで掻き集めたり、コロラド鉱山で「パウダー・モンキー」(Powder Monkey, 「爆発物を運ぶ者」の意味)として働いたり、丸太小屋でも働いていた。中等教育のみを修了したアンセルは、1922年にカリフォルニア大学バークリー校に編入した。
バークリー校でのキースは当初は化学を学んでいたが、不満を抱いて休暇を取り、アメリカン・プレズィデント・ラインズに乗船して操機手として働いた。その後バークリー校に戻ったキースは、専攻を別に切り替え、教養学士を取得して卒業した。1925年には経済学士および政治学士、1928年には動物学の修士号を取得した。
ほんのわずかな期間、キースは小売企業として知られるウールワースの管理職研修生として働いていたが、その後、ラ・ホーヤにあるスクリップス海洋研究所(The Scripps Institution of Oceanography)にて特別研究評議員として働くようになり、研究者の道に戻った。バークリー校にて海洋学と生物学を専攻し、1930年には博士号を取得した。その後、全米研究評議会(The National Research Council)の特別研究評議員の資格を授与されたキースは、デンマークのコペンハーゲンにある動物生理学研究所にて、アウグスト・クローグのもとで2年間学んだ。キースはこの2年間で魚の生理学について研究し、これを題材とした論文を多数寄稿している。特別研究評議員としての仕事を終えたキースはすぐにケンブリッジ大学（キングス・カレッジ）に向かうことになるが、ハーヴァード大学で教鞭を執るにあたって休暇を取った。その後ケンブリッジに向かったキースは1936年に生理学の博士号を取得した。

## 学術研究

### 初期の生理学研究
スクリップス海洋研究所で特別研究評議員として働いていたキースは、回帰分析を用いることで魚の体長から体重を推定していた。当時、生物統計学においてこの方法を採用したキースはそれの草分け的な存在であった。アウグスト・クローグのもとで学んでいたキースは魚の生理学について研究し、魚が鰓（えら）を通して塩化化合物の排泄作用を制御し、それによって体内のナトリウムの量を調節する証拠を示した灌流（「かんりゅう」, 血管を経由して器官や組織に液体を注入する）の技術を開発した{{。キースはこの灌流法を用いて、アドレナリンとバソプレシンが鰓液の流れと魚の体内における浸透圧の調節に及ぼす影響について研究した。また、キースは機能が向上したケルダール法(Kjeldahl Method)の装置も考案した。クローグによる以前の設計を改良し、生物学の標本内部の窒素の含有量の迅速な測定を可能にした。これはバッタ類の卵のタンパク質の含有量や、ヒトにおける貧血といったさまざまな活量を測定するのに役立つことが分かっている。ハーヴァード大学疲労研究所(The Harvard Fatigue Laboratory)にいたころ、キースはケンブリッジ大学の生理学者で自身の指導教官、ジョゼフ・バークロフト(Joseph Barcroft)が、テネリフェ島(Tenerife, スペイン領カナリア諸島にある島)にある最高峰・テイデ山(Pico del Teide)に登頂したこと、その後の彼の報告に感化された。キースはアンデス山脈への遠征についての草案をまとめ、この研究は高地で働いているチリ人の鉱山労働者に有意義であるかもしれない、と奨めた。その許可を与えられたキースは1935年に一団を結成し、高血圧の人体への影響、高地が人体に与える影響について研究した。キースは9500フィート（約2900メートル）の高地で2～3ヶ月過ごし、その後、15000～20000フィート（4572～6096メートル）の高度で5週間過ごした。キースは「ヒトは中高度には適応できたとしても、高度にどれだけうまく適応するか、を予測できる方法は見出せなかった」と記録している。これは圧力制御が実用化される前の時代の操縦士候補生にとっては障害となる可能性がある。キースはこれらの研究を通して、概要で「環境変化に対する人間の生理学的適応は事前予測が可能な現象だ」と述べた。血圧や安静時の心拍数といった要因が「人間一人一人に見られる永劫不変の特質である」と考えられていた時代において、これは斬新な考え方であった。

### 『K-ration』の開発

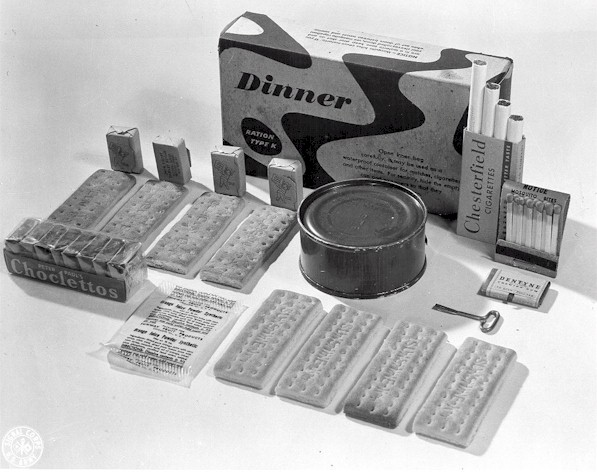
『K-ration』の一例。一つ一つの食べ物が収納できる箱形に設計され、兵士たちが携帯できるように作られた（1943年1月1日、アメリカ陸軍通信部隊による撮影）。

1936年、ミネソタ州ロチェスターにあるメイヨー財団で働かないか、との申し出を受けたキースは、ここで生理学の研究を続けた。1年後、キースは「ここでの学術研究は、臨床的な『医療行為』の二の次であり、ブリッジ遊びに耽っている『知力の面で窮屈な環境』である」と言い残してメイヨー財団を去った。メイヨー財団を去ったのち、1937年にミネソタ大学で生理学を教えるにあたり、同大学にて生理学衛生研究所(The Laboratory of Physiological Hygiene)を設立した。ヒトの生理学における初期の研究では、キースはアメリカ陸軍需品科(The Army Quartermaster Corps)での軍務に服した。最長2週間に亘り、携帯が可能で、必要なだけの摂取エネルギーを提供し、腐敗が起こりにくい配給食の開発に取り組んだ。この配給食の開発には動揺が起こった。キースの同僚であるエルスワース・バスカーク(Elsworth Buskirk)は以下のように述べた。
アメリカが第二次世界大戦に突入するかと思われたとき、キースはシカゴにある需品食品容器研究所(The Quartermaster Food and Container Institute)に向かい、非常用糧食(Emergency Rations)について尋ねた。「そんなことは専門家に任せておけばいい」と言われた、との話だ。だが、キースはその忠告を無視してウィリアム・リグリー・ジュニア(William Wrigley Jr.)の事務所に向かい、非常用糧食の開発資金として10000ドルを獲得した。その後、キースはスナック菓子会社のクラッカー・ジャック社(Cracker Jack Company)に向かった。彼らは資金は提供してくれなかったが、防水性能のある小箱の構想をキースに教えた。その結果、密封状態のクラッカー・ジャック・ボックスに収納された配給食ができあがった。
配給食の基本設計が完成した直後、アメリカ海軍は、間に合わせのもので携帯可能な食料源たり得るどうかを決定するため、全米研究評議会を通じて水兵向けのK-rationの試験に資金を提供した。ミネソタ州ミネアポリスにある食料雑貨店から、堅パン、ドライソーセージ、ハード・キャンディー、チョコレートを調達した。最終的な配給食はキースが考えていたものとは異なっていたが、収納される食料の多くはキースが最初に考案したものが採用された。配給量は28オンス（約794グラム）であり、1日につき、3200kcalの摂取エネルギーを摂取できる。『K-ration』の名前はキースとは無関係である、と主張する情報源もあるが、多くの歴史文献は「『K-ration』はキースの名に因んで付けられた」とする主張を支持している。この配給食は好結果を示し、一時的な栄養補給以上の目的で使用されることが多くなり、軍事栄養における重要な食料品となった。

### ミネソタ飢餓実験
第二次世界大戦中、キースは別の研究と並行する形で、テストステロン(男性ホルモンの一種)が筋肉の機能に及ぼす影響や、十分な栄養を与えられた兵士の技能向上剤としてのビタミン補給といった、軍隊が興味を示しやすい人間の身体能力に関するさまざまな分野の研究に従事していた。キースが仲間の研究者とともに、広汎に及ぶ飢餓を適切に治療する方法を知ることの重要性について認識したのは戦時中のことであった。単なる過剰供給は誤りであり、再補給は失敗に終わる可能性があるからである。飢餓の生理学についての見識を深めるため、キースは36人の良心的兵役拒否者(Conscientious Objector)を対象とした飢餓実験を実施した。当時、良心的兵役拒否者は強制収容所に収容されており、公務員と同じような存在であったことから、一般市民から志願兵を募集するよりも簡単であった。当初の選抜徴兵応召者は400人であったのが36人に減らされ、そのうちの32人が実験を完了させた。
研究の主な焦点は3つあった。代謝における指針を3ヶ月間設定し、飢餓が志願兵の身体に及ぼす身体的および精神的影響について半年間研究し、異なる再補給の実施要綱が志願兵の身体に及ぼす身体的および精神的影響、これらを3ヶ月かけて研究した。志願兵たちは、最初の3ヶ月で3200kcal分の食事を取り続け、次にウォーキングのような身体活動に従事して消費エネルギーを増やし、1日の摂取エネルギーを1800kcalに減らした。最後の3ヶ月間は再補給期間であり、志願兵たちは4つの班に分けられ、それぞれで摂取エネルギーが異なっていた。実験の最終結果が公表される前に第二次世界大戦は終結したが、キースは自身が発見した事柄についてヨーロッパ中の国際救援機関に送付し、全2巻、1385ページにおよぶ『ヒトの飢餓の生物学』(『The Biology of Human Starvation』)を1950年に出版した。

### 七ヶ国共同研究
一見直感に反する事実が、食事療法と心血管疾患に対するキースの関心を幾分か刺激した。沢山食べる人は心臓病の罹患率が高く、戦後のヨーロッパでは食料の供給が減少したのが原因で心血管疾患の罹患率が急激に低下した、と見られた。キースはコレステロールと心血管疾患の相関関係について仮定し、ミネソタ州に住むビジネスマンについて研究を始めた（これは心血管疾患について初の前向き研究だった）。1955年、ジュネーヴにある世界保健機関で開催された専門家会議の場で、キースは「食べ物に含まれる脂肪が心臓病の原因である」とする自身の仮説を直截に示した。キースは心臓病による死亡と、ある6つの国での食事に含まれる脂肪の多さとの相関関係を提示した。キースの理論的根拠と結論は、2人の疫学者から強く批判された。キースの立てた仮説を補強するかと思われた最初の事例研究がナポリでの研究であった。100歳以上の高齢者が南イタリアに集中している点に気付いたキースは、動物性脂肪(Animal Fat)の摂取量が少ない地中海食(Mediterranean Diet)は心臓病を予防し、それを多く含む食事は心臓病の原因となる、と仮定した。これはのちに「七ヶ国共同研究」(The Seven Countries Study)と呼ばれる長期観察研究を開始するのに役立った。これは「血清コレステロールが個人・集団を問わず、冠状動脈性心臓病(Coronary Heart Disease)による死亡率に強く関係していることを示す」と思われている。キースは、「肉や牛乳に含まれる飽和脂肪酸は有害であり、植物油に含まれる不飽和脂肪酸には有益な効果がある」と結論付けた。キースによるこの言葉は、「飽和か不飽和かを問わず、全ての脂肪は有害である」と見なされるようになった1985年頃から20年秘匿され続けてきた。これは「肥満や癌を惹き起こす原因は食べ物に含まれる脂肪である」とする仮説によって推し進められてきた。根拠に基づく医療を推進するコクラン共同計画が2015年に発表したシステマティック・レビューとメタアナライシスでは、飽和脂肪酸の摂取量を減らすと心血管疾患を起こす危険性が低下する、としたうえで、「心血管疾患の危険のある人とそうでない人への心添えとして、飽和脂肪酸の摂取を半永久的に減らし、不飽和脂肪酸に置き換えて食べる必要がある」と結論付けた。
キースは1972年にミネソタ大学を退職した。彼の教え子で医師のヘンリー・ブラックバーン(Henry Blackburn)は生理学衛生研究所の所長に就任した。ブラックバーンは心臓病の原因と予防のための食事療法や生活習慣が果たす役割についての研究を続けた。この研究部門は、1970年代から1980年にかけての多施設共同試験や、ミネソタ州での追跡調査と予防的介入における集団戦略(Population Strategy)において主体的な役割を果たした。

### キース方程式
キースは飽和脂肪酸および多価不飽和脂肪酸が血清コレステロールの濃度に及ぼす影響を予測した。キースは、飽和脂肪酸を摂取したときの総コレステロール値は、多価不飽和脂肪酸を摂取したときの2倍になり、LDLコレステロール値も増加させることを発見した
血清コレステロール濃度の変化
(mmol/l) = 0.031(2Dsf − Dpuf) + 1.5√Dch

### ミネソタ冠状動脈実験
七ヶ国共同研究の結果が公表された2年後の1968年、キースはイヴァン・フランツ(Ivan Frantz)とともに大規模な無作為化比較試験を実施した。介入群では、飽和脂肪酸が豊富な食べ物をリノール酸が豊富な（もともと多い状態、あるいは人工的に多くした）食べ物に置き換えた。無作為化および盲検実験は1973年に終了した。これらの実験結果は、会議や談話、あるいは博士論文の一部として、より小さく抜粋した形でずっと後になってから初めて公開された。処理されていない状態の資料と分析の結果は、この研究における主任研究員であるイヴァン・フランツの邸宅で2013年に発見された。この研究では、食事における食べ物の摂取量の変化による明確な効果は示されていない。65歳以上の患者では、食事に含まれる脂肪を飽和脂肪酸に置き換えると、心血管疾患による死亡率は上昇した。2016年に発表された論文「Re-evaluation of the traditional diet-heart hypothesis: analysis of recovered data from Minnesota Coronary Experiment」（「従来の食事-心臓仮説の再評価：ミネソタ冠状動脈実験で得られた資料分析」では以下のように結論付けた。
結果   –   対照群と比較して、介入群においては血清コレステロールが有意に低下した（基準線からの平均変化 −13.8% v −1.0%; P<0.001)。カプラン・マイヤー・グラフ(Kaplan Meier Graphs)は、完全無作為化群の介入群、あるいは事前の指示を受けた下位群において、死亡率における有益性を示さなかった。共変量調整回帰理論(Covariate Adjusted Cox Regression Models)においては、血清コレステロール(Serum Cholesterol)が30mg(0.78 mmol/L)減少するごとに死亡率が22%高まった（危険要因比率1.22、95％・信頼区間1.14〜1.32; P <0.001）。冠状動脈アテローム性動脈硬化症(Coronary Atherosclerosis)、もしくは心筋梗塞(Myocardial Infarction)に対する介入群においては、有益性を示す証拠は見付からなかった。これには5つの無作為化比較試験が包括されることが体系的批評で確認された(n = 10 808)。展望研究においては、これらのコレステロール介入群は、冠状動脈性心臓病による死亡率(1.13、0.83〜1.54)、もしくはあらゆる原因での死亡率(1.07、0.90〜1.27)に対して有益性を示す証拠は見付からなかった。

結論   –   無作為化比較試験で得られた証拠は、食べ物に含まれる飽和脂肪酸をリノール酸に置き換えると血清コレステロールが効率的に低下することを示しているが、これは冠状動脈性心臓病を含むあらゆる原因での死亡率の低下につながる、とする仮説を是認するわけではない。ミネソタ冠状動脈実験で得られたこれらの発見は、中途半端な宣伝が、飽和脂肪酸をリノール酸のような植物性脂肪に置き換えて食べることの恩恵を過大評価することへの役には立った、という証拠を増やした。

### キースの影響力
1972年に発表されたある記事の中で、キースは共著者とともにアドルフ・ケトレー(Adolphe Quetelet)が考案した「体格指数」(Body Mass Index, BMI)を、肥満に関するさまざまな指標の中で最も優れたものである、と宣伝した。その後、アメリカ国立衛生研究所(The National Institutes of Health)が1985年にこの指数を踏まえて肥満を定義するようになった。
キースは「介入主義者」と見なされていた。キースは普段から一時的な流行食(Food Fads)とは距離を置いており、「ほどよい低脂肪食」の推定利益を精力的に宣伝していた。
食事療法の科学に大きな影響を与えたキースは、1961年1月13日に発行されたタイム誌の表紙を飾っている
。

## 晩年と死
キースがメイヨー財団で働いていたころ、のちの妻となる女性、マーガレット・ヘイニー(Margaret Haney, 1909 - 2006)と出会い、彼女を臨床検査技師として採用した。1939年に2人は結婚し、キャリー・ド・アンドレア(Carrie D'Andrea)、ヘンリー・キース(Henry Keys)、マーサ・マクレイン(Martha McLain)を儲けた。キャリーは臨床心理士に、ヘンリーは癌を研究する内科医となった。マーサは1991年に盗人に射殺された。
キースは妻とともに3冊の著書を執筆し、そのうちの2冊はベストセラーとなった。彼らはナポリから南へ100マイル離れた場所に別荘「ミネレア」(Minnelea)を建てるだけの印税収入を獲得した。夫婦は世界各国を旅して回り、日本や南アフリカにも訪れ、自身の七ヶ国共同研究における研究資料の一環として記録に残した。
1961年3月、キースはアメリカのテレビ難組『To Tell The Truth』に『K-Ration』の開発者として出演した。番組に出演した4人の回答者のうちの2人は、本物のキースを見抜けなかった。
キースは1963年に『Commander, Order of the Lion of Finland』（『フィンランド獅子勲章』）、1967年に『The McCollum Award from the American Society of Clinical Nutrition』（『アメリカ臨床栄養学会マルコム賞』）、2001年にはミネソタ大学名誉理学博士号の称号を授与された。
101歳の誕生日を迎える2か月前の2004年11月20日、キースは亡くなった。死の1年前、キースはイタリア南西海岸のチレント(Cilento)地方にある村、ピオッピ(Pioppi)を去った。ここはキースが28年間暮らしていた場所でもあった。
キースは無神論者でもあった。

## キースに対する批判
キースは七ヶ国共同研究の結果に反発する低炭水化物ダイエットのコミュニティから批判を受けている。彼らは、高脂肪な食事を取っている国（フランス、デンマーク、ノルウェー）では心臓病を患う国民の数が少ない点、チリのように低脂肪食を取っていて心臓病を患う国民の数が多い国の事例を無視している、と主張している。
批判は次の4つの主要な要素による。
- 望ましい結果を得るために対象国を選んだり、除外したりしている
- 高脂質食かつ低心疾患であるフランスが意図的に調査から除外されている
- ギリシャの食事データに四旬節の期間が含まれることで結果が歪められている
- 砂糖の影響が考慮されていない

2017年8月1日、『The True Health Initiative』（『本物の健康構想』）は、『Ancel Keys and the Seven Countries Study: An Evidence-based Response to Revisionist Histories』（『アンセル・キースと七ヶ国共同研究：歴史に対する、歴史再審論者による証拠に基づく返答』）と題した65ページに亘る白書を公開し、低炭水化物ダイエットの支持者が長年続けてきたこれらの主張の誤りを正した。
- キースが全22ヵ国のデータから仮説に合う7ヵ国を選んだとする主張は、明確な嘘である。ジェイコブ・エルシャルミーとハーマン・ヒルボーによる22ヵ国のグラフをもとに相関がみられないと主張されることがあるが、このグラフからでも相関は見て取れる
- フランスは除外されていない。1950年代の矛盾は乏しいデータによるものである
- ギリシャの四旬節は元から研究において考慮されており、実際に異なる食事パターンを取る期間があるのであれば、その影響を見込むべきである
- 砂糖の影響は七ヶ国共同研究においても解析されていた。一見すると砂糖と心疾患リスクが相関しているかのような結果であったが、統計モデルを飽和脂肪酸の摂取量によって調整すると有意な相関関係はみられなくなった。また、生理学的にも砂糖が飽和脂肪酸よりも心疾患の発生に寄与するメカニズムは示されなかった。そのため、砂糖については特筆すべきことがなかったため報告書にはわずかな記載がされるにとどまった

アメリカ心臓病学会(The American College of Cardiology)とアメリカ心臓協会(The American Heart Association)は「心臓病を予防するために飽和脂肪酸(Saturated Fat)を一価不飽和脂肪酸(Monounsaturated Fat)および多価不飽和脂肪酸(Polyunsaturated Fat)に置き換えて食べるように」との指針を発表し、推奨している（2019年度）。

## 著書
- Keys, A.; Brozek, J.; Henschel, A.; Mickelsen, O.; Taylor, H. L. (1950). The Biology of Human Starvation (2 volumes). University of Minnesota Press. ISBN 978-0816672349
- ; Keys, Margaret (1959). Eat Well and Stay Well. Doubleday. LCCN 59--6361
- ; Keys, Margaret (1967). The Benevolent Bean. Doubleday. LCCN 67--12853
- ; Keys, Margaret (1975). How to Eat Well and Stay Well the Mediterranean Way. Doubleday. ISBN 978-0385009065
- (1980). Seven Countries: A Multivariate Analysis of Death and Coronary Heart Disease. Harvard University Press. ISBN 9780674497887
- (1999). Adventures of a Medical Scientist: Sixty Years of Research in Thirteen Countries. memoir, privately published. ISBN 9780967207209[66]

## 参考
1. ↑  “Ancel Keys: The legacy of a giant in physiology, nutrition, and public health”. Obesity Reviews 22 (S2):  e13196. (January 2021). doi:10.1111/obr.13196. PMID 33496369.
2. ↑  “Legacy of Nutritionist Ancel Keys”. Mayo Clinic Proceedings 95 (3):  615–617. (March 2020). doi:10.1016/j.mayocp.2019.12.012. PMID 32138891.
3. ↑  “Dietary Fats and Cardiovascular Disease: A Presidential Advisory From the American Heart Association”. Circulation 136 (3):  e1–e23. (July 2017). doi:10.1161/CIR.0000000000000510. PMID 28620111.
4. ↑  “Global Nutrition Policy Review 2016–2017”.  World Health Organization. p. 55. 2019年9月23日閲覧。
5. 1 2  Hooper, Lee; Martin, Nicole; Jimoh, Oluseyi F.; Kirk, Christian; Foster, Eve; Abdelhamid, Asmaa S. (August 21, 2020). “Reduction in saturated fat intake for cardiovascular disease”. The Cochrane Database of Systematic Reviews 8:  CD011737. doi:10.1002/14651858.CD011737.pub3. ISSN 1469-493X. PMC 8092457. PMID 32827219.
6. ↑  Kim Y, Youjin J, Giovannucii EL (2021). “Association between dietary fat intake and mortality from all-causes, cardiovascular disease, and cancer: A systematic review and meta-analysis of prospective cohort studies”. Clinical Nutrition 40 (3):  1060–1070. doi:10.1016/j.clnu.2020.07.007. PMID 32723506.
7. ↑  “Choosing foods with healthy fats”.  Health Canada. 2019年9月23日閲覧。
8. ↑  “Cut Down on Saturated Fats”.  United States Department of Health and Human Services. 2019年9月23日閲覧。
9. ↑  “Fat: the facts”.   United Kingdom's National Health Service. 2019年9月23日閲覧。
10. ↑  “Fat”.   Australia's National Health and Medical Research Council and Department of Health and Ageing. 2019年9月23日閲覧。
11. ↑  “Getting the Fats Right!”.   Singapore's Ministry of Health. 2019年9月23日閲覧。
12. ↑  “Health Diet”.   India's Ministry of Health and Family Welfare. 2019年9月23日閲覧。
13. ↑  “Eating and Activity Guidelines for New Zealand Adults”.   New Zealand's Ministry of Health. 2016年2月15日時点のオリジナルよりアーカイブ。2021年3月10日閲覧。
14. ↑  “Know More about Fat”.   Hong Kong's Department of Health. 2019年9月23日閲覧。
15. 1 2  Brody, Jane E. (2004年11月23日). “Ancel Keys, 100, Promoter of the Mediterranean Diet, Dies”. The New York Times 2011年2月5日閲覧。
16. 1 2 3 4  Sullivan, Patricia (2004年11月24日). “Ancel Keys, K Ration Creator, Dies”. The Washington Post 2011年2月5日閲覧。
17. 1 2 3 4 5 6 7 8 9 10 11 12 13 14 15  Hoffman, William (1979年). “Meet Monsieur Cholesterol”. University of Minnesota.   University of Minnesota. 2011年2月5日閲覧。
18. 1 2 3  Zadunaisky, JA (1969). “The Chloride Cell: The Active Transport of Chloride and the Paracellular Pathways”. In William Stewart Hoar; David J. Randall. Fish Physiology. 10. Academic Press. pp. 130–136. ISBN 978-0-12-350430-2. "Ancel Keys was a fellow of the National Research Council of America, who did the perfusion experiment leading to the observation of chloride secretion in the Zoophysiological Laboratory in Copenhagen, Denmark, under the direction of August Krogh."
19. ↑  Blackburn, Henry (1998年). “Ancel Keys - by Henry Blackburn, MD”. University of Minnesota.   University of Minnesota. 2011年2月5日閲覧。
20. ↑  Keys, Ancel; Willmer, EN (1932). “'Chloride secreting cells' in the gills of fishes, with special reference to the common eel”. The Journal of Physiology 76 (3):  368–380. doi:10.1113/jphysiol.1932.sp002932. PMC 1394694. PMID 16994355.
21. ↑  Keys, Ancel (1931). “The determination of chlorides with the highest accuracy”. Z. Vergl. Physiol. 15 (2):  352–363. doi:10.1007/BF00339114.
22. ↑  Keys, Ancel; J.B. Bateman (1932). “Branchial Responses to Adrenaline and to Pitressin in the eel”. Biological Bulletin 63 (2):  327–336. doi:10.2307/1537248. JSTOR 1537248 2011年2月5日閲覧。.
23. ↑  Keys, Ancel (1933). “The Mechanism of Adaptation to Varying Salinity in the Common Eel and the General Problem of Osmotic Regulation in Fishes”. Proceedings of the Royal Society B 112 (776):  184–199. Bibcode: 1933RSPSB.112..184K. doi:10.1098/rspb.1933.0002. JSTOR 81638.
24. ↑  Keys, Ancel (1939). “A Rapid Micro-Kjeldahl Method”. The Journal of Biological Chemistry 132 (1):  181–187 2011年2月5日閲覧. "A micro-Kjeldahl method is described. The method is more rapid than the ordinary macro-Kjeldahl procedure and is not appreciably less accurate"
25. ↑  Trowbridge, Carolyn; Joseph Hall Bodine (1940). “Nitrogen content and distribution in eggs of Melanoplus differentialis during embryonic development”. Biological Bulletin 79 (3):  452–458. doi:10.2307/1537901. JSTOR 1537901 2011年2月5日閲覧。.
26. ↑  Jandi, James H. (1955). “The anemia of liver disease: observations on its mechanism.”. Journal of Clinical Investigation 34 (3):  390–404. doi:10.1172/JCI103087. PMC 438641. PMID 14354009.
27. 1 2  Keys, Ancel (1936). “The Physiology of Life at High Altitudes”. The Scientific Monthly 43 (4):  289–312. Bibcode: 1936SciMo..43..289K. JSTOR 16163.
28. 1 2 3 4 5  “They starved so that others be better fed: remembering Ancel Keys and the Minnesota experiment”. J Nutr 135 (6):  1347–52. (2005). doi:10.1093/jn/135.6.1347. PMID 15930436.
29. ↑  Keys, Ancel; Matthews, Bryan H. C.; Forbes, W. H.; McFarland, Ross A. (1938). “Individual Variations in Ability to Acclimatize to High Altitude”. Proceedings of the Royal Society B 126 (842):  1–24. Bibcode: 1938RSPSB.126....1K. doi:10.1098/rspb.1938.0043. JSTOR 82153.
30. 1 2  Reed, Christopher (2004年12月8日). “Ancel Keys The dietician who promoted the virtues of the Mediterranean diet”. The Guardian 2011年2月5日閲覧。
31. 1 2 3 4 5 6 7 8  Buskirk, ER (1992). “From Harvard to Minnesota: Keys to our History”. Exercise and Sport Sciences Reviews 20:  1–26. doi:10.1249/00003677-199200200-00001. PMID 1623883. ""Based on an appeal from the Army Quartermaster Corps, experiments to design and test rations for the promotion and maintenance of combat effectiveness for paratroopers were undertaken. Neither Keys nor the military was particularly interested in vitamins, but rather they wanted to put calories into a small packet of nonperishable food  ... the Keys or K-ration was designed in the Laboratory and at field test sites in both hot and cold areas on the North American continent."
32. ↑  “Conference Notes prepared for the Quartermaster General”.   The Quartermaster School (1949年1月). 2000年8月18日時点のオリジナルよりアーカイブ。2021年3月10日閲覧。
33. ↑  Schemmel, Rachel; Simin Vaghefi; Barbara Bowman (2001). “Olaf Mickelsen (July 29, 1912 to August 8, 1999)”. Journal of Nutrition 131 (2):  205–210. doi:10.1093/jn/131.2.205. PMID 11160534. "During World War II, I worked with Dr. Ancel Keys on the K ration. This emergency ration was named after Dr. Keys because of the pioneering work he did in getting our country conscious of the fact that a ration of this type would be surely needed if we became embroiled in war."
34. ↑  Samuels, Leo; Austin Henschel; Ancel Keys (1942). “Influence of Methyl Testosterone on Muscular Work and Creatine Metabolism in Normal Young Men”. Journal of Clinical Endocrinology and Metabolism 2 (11):  649–654. doi:10.1210/jcem-2-11-649 2011年2月6日閲覧。.
35. ↑  Keys, Ancel; Austin Henschel; Olaf Mickelsen; Josef Brozek (1943). “The performance of normal young men on controlled thiamine intakes”. Journal of Clinical Nutrition 26 (4):  399–415 2011年2月6日閲覧。.
36. ↑  Keys, Ancel; Austin Henschel (1942). “Vitamin supplementation of US Army rations in relation to fatigue and the ability to do muscular work”. Journal of Clinical Nutrition 23 (3):  259–269 2011年2月6日閲覧。.
37. ↑  Keys, Ancel (1950). The Biology of Human Starvation. Minneapolis, MN: University of Minnesota Press. pp. 262
38. ↑  “Coronary heart disease among Minnesota business and professional men followed 15 years”. Circulation 28 (3):  381–95. (1 September 1963). doi:10.1161/01.cir.28.3.381. PMID 14059458.
39. ↑  “Famous Polemics on Diet-Heart Theory”.   School of Public Health, University of Minnesota. 2010年6月14日時点のオリジナルよりアーカイブ。2021年2月23日閲覧。
40. ↑  Keys, Ancel (1980). Seven Countries: A Multivariate Analysis of Death and Coronary Heart Disease. Harvard University Press. ISBN 978-0-674-80237-7
41. ↑  Keys, A. (July 1953). “Atherosclerosis: a problem in newer public health”. Journal of the Mount Sinai Hospital, New York 20 (2):  118–139. ISSN 0099-9695. PMID 13085148.
42. ↑  Yerushalmy, J.; Hilleboe, H. E. (1957-07-15). “Fat in the diet and mortality from heart disease; a methodologic note”. New York State Journal of Medicine 57 (14):  2343–2354. ISSN 0028-7628. PMID 13441073.
43. ↑  António José Marques da Silva, La diète méditerranéenne. Discours et pratiques alimentaires en Méditerranée (vol. 2), L'Harmattan, Paris, 2015  ISBN 978-2-343-06151-1, pp. 49-51
44. ↑  Kromhout D: Serum cholesterol in cross-cultural perspective. The Seven-Countries Study. Acta Cardiol 1999;54:155–158
45. ↑  Katan MB, Beynen AC.  Linoleic acid consumption and coronary heart disease in U.S.A. and U.K. Lancet. 1981 Aug 15;2(8242):371
46. ↑  Prentice RL, Sheppard L. Dietary fat and cancer: consistency of the epidemiologic data, and disease prevention that may follow from a practical reduction in fat consumption. Cancer Causes Control. 1990 Jul;1(1):81-97
47. ↑  “Blackburn, Henry « Heart Attack Prevention”. University of Minnesota.   University of Minnesota. 2020年3月28日閲覧。
48. ↑  “Ancel Keys, PhD (1904–2004)”.   National Lipid Association. 2016年8月15日閲覧。
49. ↑  Marshall, Tom (January 29, 2000). “Exploring a fiscal food policy: the case of diet and ischaemic heart disease”. BMJ 320 (7230):  301–5. doi:10.1136/bmj.320.7230.301. PMC 1117490. PMID 10650031.
50. ↑  “Minnesota Coronary Experiment—Trying To See In A Blizzard? – Boston Heart”.   bostonheartdiagnostics.com (2018年5月9日). 2021年4月25日閲覧。
51. ↑  Peter Whoriskey (2016年4月13日). “This study 40 years ago could have reshaped the American diet. But it was never fully published.”. 2021年4月25日閲覧。
52. ↑  Editorial Board (29 April 2016language =). “The heretical Minnesota heart study: When science stops asking questions”.   www.chicagotribune.com. 2021年4月25日閲覧。
53. ↑  “expert reaction to study on vegetable oil, cholesterol levels, and risk of heart disease | Science Media Centre” (英語) (2016年4月12日). 2021年4月25日閲覧。
54. ↑  Christopher E. Ramsden, Daisy Zamora, Sharon Majchrzak-Hong, Keturah R. Faurot, Steven K. Broste (2016-04-12). “Re-evaluation of the traditional diet-heart hypothesis: analysis of recovered data from Minnesota Coronary Experiment (1968-73)”. BMJ 353. doi:10.1136/bmj.i1246. ISSN 1756-1833. PMC 4836695. PMID 2707197.
55. ↑  Ancel Keys; Flaminio Fidanza; Martti J Karvonen; Noburu Kimura; Henry L Taylor (2014). “Reprints and Reflections: Indices of relative weight and obesity”. Int. J. Epidemiol. 43 (3):  655–665 first published online April 1, 2014. doi:10.1093/ije/dyu058. PMID 24691951.
56. ↑  Singer-Vine, Jeremy (2009年7月20日). “Beyond BMI”. Slate (The Slate Group).  オリジナルの2016年2月16日時点におけるアーカイブ。 2016年2月10日閲覧。
57. ↑  “Health Implications of Obesity”.   National Institutes of Health, U.S. Department of Health and Human Services (1985年2月11日). 2016年2月10日閲覧。
58. ↑  Morbidity and Mortality Weekly Report (1999年8月6日). “Ancel Keys, Ph.D.”.   Centers for Disease Control and Prevention. 2021年2月23日閲覧。
59. ↑  “Ancel Keys Jan. 13, 1961”.   Time.com. 2021年7月31日閲覧。
60. ↑  Roger Kaza. “No. 2469 ANCEL KEYS”. www.uh.edu. 2021年7月31日閲覧。
61. ↑  Cohen, Ben (2006年12月18日). “Chemist, author, diet researcher Margaret Keys was 97”. Star Tribune.  オリジナルの2011年12月8日時点におけるアーカイブ。 2021年3月10日閲覧。
62. ↑  Tucker, Todd, 2006 Simon & Schuster (2007). The Great Starvation Experiment: Ancel Keys and the Men Who Starved for Science. University of Minnesota Press. p. 211. ISBN 978-0-8166-5161-0
63. 1 2  Brody, Jane E. (2004年11月23日). “Dr. Ancel Keys, 100, Promoter of Mediterranean Diet, Dies”. The New York Times 2016年7月28日閲覧。
64. ↑  Tucker 2006. p. 207.
65. ↑  “To Tell The Truth”. YouTube.   CBS Television. 2019年8月19日閲覧。
66. 1 2  “Ancel Keys, MS, PhD”.   Regents of the University of Minnesota. 2019年1月9日閲覧。
67. ↑  "Ancel Keys" (Press release). The American Physiological Society. 2004. 2005年1月1日時点のオリジナルよりアーカイブ。2021年3月10日閲覧。
68. ↑  Todd Tucker (2008). The Great Starvation Experiment: Ancel Keys and the Men Who Starved for Science. U of Minnesota Press. p. 146. ISBN 978-0-8166-5161-0. "Max's advocates made up a diverse cast of characters, from the Jewish Peace Fellowship leader Rabbi Isador Hoffman to the atheist Ancel Keys, who wrote the committee that Max "proved to be a highly reliable and conscientious man who comported himself well under the most rigorous and demanding circumstances.""
69. 1 2  Pett, Kahn, Willett, Katz (2017年). “Ancel Keys and the Seven Countries Study: An Evidence-based Response to Revisionist Histories”.   True Health Initiative. 2018年8月29日閲覧。
70. ↑  Malhotra (Croydon University Hospital, London), Aseem (22 October 2013). “Saturated fat is not the major issue”. BMJ 347:  347. doi:10.1136/bmj.f6340. PMID 24149521 2018年5月30日閲覧。.
71. ↑  “Dr. Ancel Keys, promoter of Mediterranean diet, dies”. The New York Times 2018年5月30日閲覧。
72. ↑  “Launching the Seven Countries Study”. Seven Countries Study.   Official website of the Seven countries study. 2018年5月30日閲覧。
73. ↑  Arnett, Donna K.; Blumenthal, Roger S.; Albert, Michelle A.; Buroker, Andrew B.; Goldberger, Zachary D.; Hahn, Ellen J.; Himmelfarb, Cheryl Dennison; Khera, Amit et al. (10 September 2019). “2019 ACC/AHA Guideline on the Primary Prevention of Cardiovascular Disease: Executive Summary: A Report of the American College of Cardiology/American Heart Association Task Force on Clinical Practice Guidelines”. Circulation 140 (11):  e563–e595. doi:10.1161/CIR.0000000000000677. PMID 30879339.